# 4-氯二苯乙炔
4-氯二苯乙炔是一种有机氯化合物，化学式为C14H9Cl。它可由苯乙炔和4-氯溴苯（或4-氯碘苯）在乙酸钠存在下、钯催化下反应得到。它和四苯基环戊二烯酮在二苯醚中反应，可以得到4-氯六苯基苯。